# Самит Русије и САД 2025.
Самит Русије и САД 2025, такође познат као самит на Аљасци 2025. или самит Трамп—Путин, био је састанак између председника Сједињених Америчких Држава Доналда Трампа и председника Руске Федерације Владимира Путина. Одржан је 15. августа 2025. године у заједничкој бази Елмендорф–Ричардсон у Енкориџу на Аљасци. Главна тема разговора био је текући рат између Русије и Украјине, који Трамп жели да оконча. Самит је завршен без објављивања споразума, иако је Трамп касније наговестио да је по његовом мишљењу сада на Украјини да уступи територију како би се окончао рат.
То је био први пут да је Путин позван у западну земљу откако је наредио потпуну руску инвазију на Украјину 2022. године. Путин се суочава са налогом за хапшење коју је издао Међународни кривични суд због наводних ратних злочина. Такође је то био први пут да се посета руског председника Сједињеним Државама одржала на америчком војном имању. То је био први састанак између Трампа и Путина откако је Трамп поново изабран 2024. године и први између њих као актуелних председника од њиховог последњег састанка 2019. у Осаки, њихов први самит од Хелсиншког самита 2018. и први састанак између председника обе земље од руске инвазије на Украјину која се догодила осам месеци након самита Русија-Сједињене Државе 2021. између Џоа Бајдена и Путина. То је била Путинова прва посета Сједињеним Државама од 2015. године, где је присуствовао 70. заседању Генералне скупштине Уједињених нација у Њујорку . То је такође био први састанак председника Русије и Сједињених Држава који су организовале САД од 2007. године, када се Путин састао са Џорџом В. Бушом у Мејну.

## Позадина
У фебруару 2022. године, Путин је наредио потпуну руску инвазију на Украјину, започевши најсмртоноснији рат у Европи од Другог светског рата. Током председничких избора у САД 2024, тадашњи председнички кандидат Доналд Трамп водио је кампању са обећањем да ће окончати рат првог дана на власти. 12. фебруара, одржао је изненадни телефонски разговор са Путином, што је довело до преговора између Русије и САД по први пут од инвазије. Касније тог месеца, амерички државни секретар Марко Рубио почео је састанак са руским министром спољних послова Сергејем Лавровом у Саудијској Арабији, неутралној земљи која је била домаћин Путину. Током наредних месеци, Трамп је наставио да комуницира са Путином путем телефонских позива и објава на друштвеној мрежи „Truth Social“.
Председници Путин и Зеленски требало је да одрже директне преговоре у Истанбулу 15. маја, а Трамп је наговестио да ће и он бити тамо. Међутим, Путин није присуствовао. Трамп је рекао да верује да је једини разлог зашто Путин није присуствовао тај што није био тамо и рекао да су мировни преговори могући само ако се он и Путин састану.
Трамп је 28. маја рекао да ће у року од две недеље знати да ли је Путин озбиљан у намери да оконча рат или „нас само навлачи“. У мају, јуну и јулу, руски ракетни и дронски напади на Украјину драматично су се повећали. Трамп је новинарима 23. јула рекао: „Одем кући, кажем првој дами: 'Знаш, данас сам разговарао са Владимиром. Имали смо диван разговор.' А она је рекла: 'О, стварно? Још један [украјински] град је управо погођен.'" Након што је председник Трамп критиковао Путина на Truth Social-у, Кремљ је његове објаве описао као „емотивне“.
Трамп је 14. јула објавио да ће САД увести додатне санкције Русији и 100% тарифе земљама које и даље купују руску нафту ако Путин не пристане да оконча рат у року од 50 дана. Трамп је 28. јула објавио да ће рок бити скраћен на 10 или 12 дана, наводећи као разлог недостатак напретка у преговорима. Специјални изасланик САД Стив Виткоф састао се са Путином у Москви 6. августа, два дана пре предвиђеног рока. Након састанка, председник Трамп је изјавио да постоји „добра шанса“ да ће се састанак са Путином одржати „врло брзо“. Када је Трампов рок стигао 8. августа, уместо увођења санкција, Трамп је објавио да ће 15. августа угостити Путина на Аљасци.

### Нуклеарне тензије
Дана 31. јула 2025. године, бивши руски председник и заменик председника Савета безбедности Русије Дмитриј Медведев објавио је на Телеграму упозорење председника Трампа на претњу „Мртве руке“, позивајући се на совјетски аутоматски механизам за лансирање нуклеарног оружја. Дана 1. августа, председник Трамп је најавио кретање две „нуклеарне подморнице“ према Русији као одговор на претњу.
Дана 4. августа 2025. године, Русија је објавила да се „више не сматра обавезном“ Уговором о нуклеарним снагама средњег домета из 1987. године, из којег су се САД повукле 2019. године. Следећег дана, авион „нуклеарног трагача“ Боинг WC-135R Констант Феникс летео је близу Кољског полуострва. Аналитичари су рекли да би лет могао да указује на предстојеће тестирање крстареће ракете 9М730 Буревестник са нуклеарним погоном, способне за ношење нуклеарног оружја, која је претходно тестирана у Архангељској области.

## Пре састанка
Председник Трамп је 7. августа 2025. године рекао да није неопходно да се Путин састане са Володимиром Зеленским, председником Украјине. Такође је рекао да ће обе стране морати да направе уступке. Извор из Кремља је изјавио да би Русија могла да заустави рат ако добије источну Украјину.
Председник Трамп је 8. августа на друштвеној мрежи Truth Social објавио да планира да се састане са Путином на Аљасци. Помоћник Кремља, Јуриј Ушаков, касније је потврдио разговоре, сматрајући да је Аљаска „сасвим логична“ за место одржавања. Аљаска је можда изабрана због своје локације између обе престонице, недостатка учешћа САД у Римском статуту за спровођење налога Међународног кривичног суда за хапшење Путина, као и због свог историјског значаја, укључујући бившу руску колонизацију, модерне руске православне заједнице и војну употребу током Хладног рата.
Ушаков је 14. августа објавио да ће са руске стране делегацију чинити он сам, министар спољних послова Сергеј Лавров, министар одбране Андреј Белоусов, министар финансија Антон Силуанов и специјални председнички изасланик за стране инвестиције и економску сарадњу Кирил Дмитријев.
Пре самита, Путин је предложио да преговори обухвате споразуме о нуклеарном оружју, као што је обнављање Новог СТАРТ-а који истиче у фебруару 2026.
Одржани су проукрајински и антитрамповски и Путинови протести. Руски министар спољних послова Лавров је, приметно, стигао у свој хотел носећи белу СССР униформу. дуксерицу испод прслука за хладно време; Гардијан је тај потез описао као „не баш тако суптилни чин троловања“.

## Састанак Трампа и Путина

### Долазак
Заједничка база Елмендорф–Ричардсон у Енкориџу, на Аљасци, била је место одржавања самита који је одржан 15. августа 2025. Црвени тепих у облику слова Л био је постављен како би лидери прошетали до платформе са ознаком „АЉАСКА 2025“ са четири борбена авиона Ф-22 Раптор поређана поред ње. Председник Трамп је слетео у заједничку базу Елмендорф у 10:22 часова по аљаском времену. Портпаролка Каролина Ливит је по слетању објавила да састанак више неће бити један на један између Трампа и Путина, већ да ће бити три на три, при чему ће се председнику Трампу придружити државни секретар Марко Рубио и специјални изасланик Стив Виткоф, а председнику Путину помоћник за спољну политику Јуриј Ушаков и министар спољних послова Сергеј Лавров.
Председник Путин слетео је у ваздухопловну базу у 10:55 часова по аквадратном времену. Обојица су изашли из својих авиона око 11:08 часова по аквадратном времену, руковали се на црвеном тепиху и позирали на платформи Аљаска 2025 за фотографију пре него што су се поново руковали и ушли у председнички аутомобил ради превоза до места састанка. Док су њих двојица стајали на платформи, ловци Ф-22 или Ф-35 америчког ваздухопловства и бомбардер Б-2 су летели изнад главе. Русија 24 је известио да је председник Трамп позвао Путина да му се придружи у аутомобилу, а да је Путин избегао планирану лимузину Аурус.

### Састанак
Састанак је почео око 11:32 часова Временској зони Аљаске. Завршен је око 14:18 часова по Временској зони Аљаске. Конференција за новинаре са двојицом лидера почела је око 14:58 часова по Временској зони Аљаске.
Трамп је Путину поклонио церемонијални поклон „Статуе америчког белоглавог орла“. Ручак на састанку је отказан.

### Брифинг за штампу
Путин је започео конференцију за штампу признајући да су односи између Русије и Сједињених Америчких Држава погоршани последњих година и да је састанак између две земље одавно требало да се одржи. Путин је напоменуо да су преговори одржани у „атмосфери поштовања, конструктивности и обостраног поштовања“. Трамп је започео своје излагање рекавши да је „одувек имао фантастичан однос са председником (Владимиром) Путином“, али да је то било ометено „преваром са Русијом“. Путин је такође признао свој договор са Трампом да безбедност Украјине мора бити осигурана. По завршетку конференције за штампу, није договорен прекид ватре и ниједан лидер није одговарао на питања штампе. Након брифинга, ни Трамп ни Путин нису одговарали на питања.
- Путин се искрцава из авиона
- Трамп се искрцава из авиона
- Путин и Трамп се поздрављају по доласку
- Путин и Трамп се рукују
- Путин и Трамп током разговора на месту одржавања самита, у пратњи својих делегација
- Путин и Трамп на конференцију за новинаре